# V.League 1 (1991)
V.League 1 (1991) – 10. edycja najwyższej piłkarskiej klasy rozgrywkowej w Wietnamie. W rozgrywkach wzięło udział 19 drużyn, grając systemem mieszanym. Sezon rozpoczął się 7 kwietnia, a zakończył 9 czerwca 1991 roku. Tytułu nie obroniła drużyna Câu Lạc Bộ Quân Đội. Nowym mistrzem Wietnamu został zespół Hải Quan FC. Tytuł króla strzelców zdobył Hà Vương Ngầu Nại, który w barwach klubu Cảng Sài Gòn strzelił 10 bramek.

## Punktacja
- Zwycięstwo – 2 pkt
- Remis – 1 pkt
- Porażka – 0 pkt

## Przebieg rozgrywek

### Sezon zasadniczy

#### Grupa A
|   | Klub                          | M  | Z | R | P | Br+ | Br- | Br+/- | Pkt | Uwagi                |
| 1 | Công An Hải Phòng             | 10 | 4 | 5 | 1 | 9   | 5   | +4    | 11  | Baraże o mistrzostwo |
| 2 | An Giang FC                   | 10 | 4 | 5 | 1 | 5   | 2   | +3    | 11  | Baraże o mistrzostwo |
| 3 | Công An Thành phố Hồ Chí Minh | 10 | 4 | 3 | 3 | 14  | 11  | +3    | 10  | Baraże o mistrzostwo |
| 4 | Bình Định FC                  | 10 | 3 | 3 | 4 | 6   | 6   | 0     | 9   |                      |
| 5 | Long An FC                    | 10 | 3 | 3 | 4 | 9   | 10  | –1    | 9   | Baraże o utrzymanie  |
| 6 | Thanh Niên Hanoi              | 10 | 1 | 2 | 7 | 5   | 14  | –9    | 4   | Baraże o utrzymanie  |

#### Grupa B
|   | Klub               | M  | Z | R | P | Br+ | Br- | Br+/- | Pkt | Uwagi                |
| 1 | Cảng Sài Gòn       | 12 | 8 | 3 | 1 | 21  | 9   | +12   | 19  | Baraże o mistrzostwo |
| 2 | Điện Hajfong       | 12 | 4 | 5 | 3 | 9   | 6   | +3    | 12  | Baraże o mistrzostwo |
| 3 | Tiền Giang FC      | 12 | 5 | 2 | 5 | 11  | 10  | +1    | 12  | Baraże o mistrzostwo |
| 4 | Tổng Cục Đường Sắt | 12 | 3 | 5 | 4 | 8   | 13  | –5    | 10  |                      |
| 5 | Công An Hà Nội     | 12 | 3 | 6 | 3 | 10  | 11  | –1    | 9   |                      |
| 6 | Lâm Đồng FC        | 12 | 3 | 3 | 6 | 13  | 12  | +1    | 9   | Baraże o utrzymanie  |
| 7 | Sông Lam Nghệ Tĩnh | 12 | 1 | 6 | 5 | 5   | 9   | –4    | 8   | Baraże o utrzymanie  |

#### Grupa C
|   | Klub                 | M  | Z | R | P | Br+ | Br- | Br+/- | Pkt | Uwagi                |
| 1 | Quảng Nam Đà Nẵng    | 10 | 5 | 3 | 2 | 12  | 4   | +8    | 13  | Baraże o mistrzostwo |
| 2 | Hải Quan FC          | 10 | 5 | 3 | 2 | 15  | 11  | +4    | 13  | Baraże o mistrzostwo |
| 3 | âu Lạc Bộ Quân Đội   | 10 | 3 | 5 | 2 | 11  | 9   | +2    | 9   |                      |
| 4 | Đồng Tháp FC         | 10 | 2 | 6 | 2 | 7   | 5   | +2    | 9   |                      |
| 5 | Công Nhân Quảng Ninh | 10 | 2 | 5 | 3 | 8   | 10  | –2    | 7   | Baraże o utrzymanie  |
| 6 | Công An Thanh Hóa    | 10 | 1 | 2 | 7 | 5   | 17  | –12   | 4   | Baraże o utrzymanie  |

### Play -offy

#### Baraże o utrzymanie
Początkowo 6 zespołów miało zagrać w barażach, gdzie 3 miały spaść do drugiej ligi. Jednak z udziału w barażach zrezygnowały zespoły Thanh Niên Hanoi oraz Công Nhân Quảng Ninh, które w związku z tym automatycznie spadły. W barażach zagrały zatem 4 drużyny, z których najsłabsza opuściła szeregi V.League 1.
- Sông Lam Nghệ Tĩnh – Long An FC 1 – 1 (po dogr.), karne: 4 – 3
- Lâm Đồng FC – Công An Thanh Hóa 3 – 1

Przegrane zespoły zagrały w dodatkowym meczu, w którym przegrany spada do drugiej ligi.
- Long An FC – Công An Thanh Hóa 2 – 1

Zespół Long An FC utrzymał się w V.League 1, natomiast drużyna Công An Thanh Hóa z niej spadła.

#### Baraże o mistrzostwo
Ćwierćfinały
- Quảng Nam Đà Nẵng – Tiền Giang FC 2 – 0, 4 – 0
- Công An Hải Phòng – Điện Hajfong 1 – 0, 2 – 1
- An Giang FC – Hải Quan FC 2 – 1, 0 – 2
- Cảng Sài Gòn – Công An Thành phố Hồ Chí Minh 3 – 1, 0 – 0

Półfinały
- Công An Hải Phòng – Hải Quan FC 2 – 2 (po dogr.), karne: 8 – 9
- Quảng Nam Đà Nẵng – Cảng Sài Gòn  2 – 1

Finał
- Hải Quan FC – Quảng Nam Đà Nẵng  2 – 2 (po dogr.), karne: 3 – 2

Zespół Hải Quan FC został mistrzem Wietnamu w tym sezonie.